# Elecciones generales de Bolivia de 1979
Las elecciones presidenciales bolivianas de 1979 se realizaron el domingo 1 de julio de 1979. Como ningún candidato obtuvo más de la mitad de los votos, correspondió al Congreso Nacional elegir al presidente entre los candidatos más votados, que fue incapaz de ponerse de acuerdo, por lo que se llegó a una solución consensuada de elegir a Walter Guevara Arze como presidente interino por un año, a espera de realizar nuevas elecciones. Sin embargo, Guevara fue derrocado más adelante por otro golpe militar conducido por el coronel Alberto Natusch Busch el 31 de octubre.

## Sistema electoral[2]
Junto con la definición de la nueva fecha para las elecciones, el general Padilla anunció que para las mismas la Constitución en vigencia sería la de 1967 y la adopción de las condiciones de participación como candidato establecidas en la misma. Los requisitos para optar a un cargo electivo eran:
Artículo 61.º. Para ser Diputado se requiere:
- Ser boliviano de origen y haber cumplido los deberes militares.
- Tener veinticinco años de edad cumplidos al día de la elección.
- Estar inscrito en el Registro Cívico.
- Ser postulado por un partido político o por agrupaciones cívicas representativas de las fuerzas cívicas del país, con personería jurídica reconocida, formando bloques o frentes con los partidos políticos.
- No haber sido condenado a pena corporal, salvo rehabilitación concedida por el Senado; ni tener pliego de cargo o auto de culpa ejecutoriados; ni estar comprendido en los casos de exclusión y de incompatibilidad establecidos por la Ley.

La edad mínima para ser senador era de treinta y cinco años (Art. 64). Esta misma edad, al igual que los otros requisitos, operaba en el caso de los candidatos a vicepresidente y presidente (Art. 88). El período de mandato o gestión de los elegidos era de cuatro años improrrogables.

### Fórmula electoral
El sistema de fórmula electoral que se aplicó en las elecciones de 1979 fue la del cociente simple o cifra repartidora. El Decreto Ley 16095, establecía lo siguiente:
Art. 167.º – Las diputaciones se adjudicarán a las listas que hubieran sido registradas por los partidos políticos, de la siguiente manera:
1. El número total de sufragios válidos obtenidos en la votación en cada Departamento se dividirá entre el número de diputaciones a elegirse. El resultado de esta división (cociente) será la cifra repartidora.
2. El total de votos obtenidos por cada lista partidaria será dividido por la “cifra repartidora”. El resultado determinará el número de diputados que se adjudicará a cada lista.
3. El saldo o residuo de votos de las listas partidarias determinará que se produzca la adjudicación de las diputaciones que no hayan sido llenados en la siguiente forma: las vacancias serán adjudicadas a los saldos mayores, en forma sucesiva, hasta completar la representación.

### Forma de voto
La mayor novedad en la emisión del voto en el proceso electoral de 1979 fue la introducción de la papeleta multicolor y multisigno (DL. 16095). Anteriormente, cada partido político tenía una papeleta propia, lo cual abrió amplias posibilidades de manipulación.

## División electoral
El Decreto Ley 16095 del 11 de enero de 1979 definió un mínimo de cinco diputados por departamento y uno por cada 50 000 habitantes (exceptuando las capitales departamentales), y estableció que cada departamento elegiría tres senadores. El Decreto Ley 16331 del 5 de abril de 1979 estableció la cantidad de escaños de diputados y senadores a asignar para cada departamento:
| Departamento | Senadores | Diputados |
| ------------ | --------- | --------- |
| Chuquisaca   | 3         | 12        |
| La Paz       | 3         | 24        |
| Cochabamba   | 3         | 17        |
| Oruro        | 3         | 9         |
| Potosí       | 3         | 18        |
| Tarija       | 3         | 8         |
| Santa Cruz   | 3         | 15        |
| Beni         | 3         | 8         |
| Pando        | 3         | 6         |
| Total        | 27        | 117       |

## Campaña
Un total de 1378 candidatos se presentaron para los 144 escaños en el Congreso.
|  |  |  |  |  |  |  |  |

| Alianzas políticas | Alianzas políticas | Alianzas políticas | Alianzas políticas | Alianzas políticas | Alianzas políticas | Alianzas políticas | Alianzas políticas |
| Unidad Democrática y Popular (UDP) | Unidad Democrática y Popular (UDP) | Movimiento Nacionalista Revolucionario–Alianza (MNR-A) | Movimiento Nacionalista Revolucionario–Alianza (MNR-A) | Alianza Democrática Nacionalista (ADN) | Alianza Democrática Nacionalista (ADN) | Alianza Popular de Integración Nacional (APIN) | Alianza Popular de Integración Nacional (APIN) |
| --- | --- | --- | --- | --- | --- | --- | --- |
| Partidos integrantes: - Movimiento Nacionalista Revolucionario de Izquierda (MNRI) - Partido Comunista de Bolivia (PCB) - Movimiento de Izquierda Revolucionaria (MIR) - Movimiento de Izquierda Nacional (MIN) - Partido Socialista de Bolivia-Tito Atahuichi (PSB-TA) - Movimiento Popular de Liberación Nacional (MPLN) - Alianza de la Izquierda Nacional (ALIN) - Partido Revolucionario de la Izquierda Nacionalista-Moller (PRIN-M) - Movimiento Revolucionario Espartaco (MRE) - Partido Obrero Revolucionario Trotskista Posadista (POR-TP) - Organización de Unidad Revolucionaria (ODEUR) | Partidos integrantes: - Movimiento Nacionalista Revolucionario de Izquierda (MNRI) - Partido Comunista de Bolivia (PCB) - Movimiento de Izquierda Revolucionaria (MIR) - Movimiento de Izquierda Nacional (MIN) - Partido Socialista de Bolivia-Tito Atahuichi (PSB-TA) - Movimiento Popular de Liberación Nacional (MPLN) - Alianza de la Izquierda Nacional (ALIN) - Partido Revolucionario de la Izquierda Nacionalista-Moller (PRIN-M) - Movimiento Revolucionario Espartaco (MRE) - Partido Obrero Revolucionario Trotskista Posadista (POR-TP) - Organización de Unidad Revolucionaria (ODEUR) | Partidos integrantes: - Movimiento Nacionalista Revolucionario (MNR) - Partido Revolucionario Auténtico (PRA) - Partido Demócrata Cristiano (PDC) - Frente Revolucionario de Izquierda (FRI) - Frente Revolucionario de Izquierda (FRI) - Partido Comunista Marxista-Leninista (PCML) - Partido Revolucionario de la Izquierda Nacionalista-Gueiler (PRIN-G) - Movimiento Revolucionario Túpac Katari (MRTKA) (facción de Macabeo Chila Prieto) | Partidos integrantes: - Movimiento Nacionalista Revolucionario (MNR) - Partido Revolucionario Auténtico (PRA) - Partido Demócrata Cristiano (PDC) - Frente Revolucionario de Izquierda (FRI) - Frente Revolucionario de Izquierda (FRI) - Partido Comunista Marxista-Leninista (PCML) - Partido Revolucionario de la Izquierda Nacionalista-Gueiler (PRIN-G) - Movimiento Revolucionario Túpac Katari (MRTKA) (facción de Macabeo Chila Prieto) | Partidos integrantes: - Acción Democrática Nacionalista (ADN) - Falange Socialista Boliviana-Moreira (FSB-M) - Alianza Revolucionaria Barrientista (ARB) - Movimiento Nacionalista Revolucionario-Julio (MNR-J) - Partido Revolucionario Auténtico-Ríos (PRA-R) - Partido Social Cristiano (PSC) | Partidos integrantes: - Acción Democrática Nacionalista (ADN) - Falange Socialista Boliviana-Moreira (FSB-M) - Alianza Revolucionaria Barrientista (ARB) - Movimiento Nacionalista Revolucionario-Julio (MNR-J) - Partido Revolucionario Auténtico-Ríos (PRA-R) - Partido Social Cristiano (PSC) | Partidos integrantes: - Movimiento Agrario Revolucionario del Campesinado (MARC) - Unión democrática cristiana (UDC) - Falange Socialista Boliviana (FSB) | Partidos integrantes: - Movimiento Agrario Revolucionario del Campesinado (MARC) - Unión democrática cristiana (UDC) - Falange Socialista Boliviana (FSB) |

## Encuestas
| Empresa   | Fecha      | Siles (UDP) | Paz (MNR) | Banzer (ADN) | Bernal (APIN) | Quiroga (PS-1) |
| --------- | ---------- | ----------- | --------- | ------------ | ------------- | -------------- |
| El Diario | 13-06-1979 | 28,29%      | 20,92%    | 20,52%       | 6,77%         | 5,58%          |

## Resultados
El resultado de la votación fue un virtual empate entre Hernán Siles de la UDP y Víctor Paz de la Alianza del MNR (en la que el otro socio mayor era el Partido Demócrata Cristiano (PDC)). Como ninguno de los candidatos alcanzó la mayoría absoluta de los votos válidos, el Congreso definió quién sería el nuevo presidente de la república. De acuerdo con la Constitución vigente, los tres candidatos más votados por la ciudadanía estaban en carrera. Después de varias rondas de votación, sin conseguir una mayoría absoluta entre los parlamentarios, el senador beniano Guillermo Tineo de ADN, propuso que se entregara el gobierno al presidente de la Cámara de Senadores en interinato de un año, quien tendría la obligación de convocar a nuevas elecciones en 1980. De este modo, Walter Guevara fue designado presidente y asumió el mando el 9 de agosto de 1979 (Cf. Sanjinés 2005; Cordero 2007), sin embargo, su interinato duró menos de tres meses.
El “empantanamiento” de la elección congresal se debió más al despliegue de estrategias políticas que a la incapacidad de los políticos o a su falta de visión sobre un posible gobierno de coalición. Para los partidos en disputa, la elección de Guevara significaba un “mal menor” preferible a la victoria del contrincante y una postergación sin renuncia a las aspiraciones de poder de cada uno.
|                                     |                                                 |                                                      |           |        |           |           |
| Candidatos                          | Candidatos                                      | Partido                                              | Votos     | %      | Diputados | Senadores |
|                                     | Hernán Siles Zuazo Jaime Paz Zamora             | Unidad Democrática y Popular                         | 528 696   | 35,99  | 38        | 8         |
|                                     | Víctor Paz Estenssoro Luís Ossio Sanjinés       | Movimiento Nacionalista Revolucionario–Alianza       | 527 184   | 35,89  | 48        | 16        |
|                                     | Hugo Banzer Suárez Mario Rolón Anaya            | Acción Democrática Nacionalista                      | 218 857   | 14,88  | 19        | 3         |
|                                     | Marcelo Quiroga Santa Cruz Jaime Taborga        | Partido Socialista-1                                 | 70 765    | 4,82   | 5         |           |
|                                     | René Bernal Escalante Mario Gutierréz Gutierréz | Alianza Popular para la Integración Nacional         | 60 262    | 4,10   | 5         |           |
|                                     | Luciano Tapia Quisbert Eufronio Vélez Magne     | Movimiento Revolucionario Túpac Katari de Liberación | 28 344    | 1,93   | 1         |           |
|                                     | Walter Gonzáles Valda Benjamín Saravia          | Partido de la Unión Boliviana                        | 18 560    | 1,26   | 1         |           |
|                                     | Ricardo Catoira Marín Filemón Escobar Escobar   | Vanguardia Obrera                                    | 16 560    | 1,13   |           |           |
| Votos válidos                       | Votos válidos                                   | Votos válidos                                        | 1 468 958 | 78,26  |           |           |
| Votos en blanco                     | Votos en blanco                                 | Votos en blanco                                      | 54 896    | 3,24   |           |           |
| Votos nulos                         | Votos nulos                                     | Votos nulos                                          | 168 960   | 9,98   |           |           |
| Total de votos emitidos             | Total de votos emitidos                         | Total de votos emitidos                              | 1 692 814 | 90,19  | 117       | 27        |
| Inscritos                           | Inscritos                                       | Inscritos                                            | 1 876 920 | 100,00 |           |           |
| Abstención                          | Abstención                                      | Abstención                                           | 184 106   | 9,81   |           |           |
| Fuente: Atlas Electoral de Bolivia. |                                                 |                                                      |           |        |           |           |

### Confirmación por el Congreso (agosto de 1979)
| Candidato presidencial | Candidato presidencial      | Partidos               | Senadores | Diputados | Total |
| ---------------------- | --------------------------- | ---------------------- | --------- | --------- | ----- |
|                        | Hernán Siles Zuazo (MNRI)   | UDP                    | 8         | 38        | 46    |
|                        | Víctor Paz Estenssoro (MNR) | MNR-A                  | 16        | 48        | 64    |
|                        | Hugo Banzer (independiente) | ADN                    | 3         | 19        | 22    |
| No votaron             | No votaron                  | PS-1, APIN, MITKA, PUB | 0         | 12        | 12    |
| Total                  | Total                       | Total                  | 27        | 117       | 144   |

Después de seis votaciones, ninguno de los candidatos obtuvo la mayoría requerida. En vista de esto, el Movimiento Nacionalista Revolucionario propuso el 6 de agosto al presidente del Senado, Walter Guevara Arze, como presidente interino durante un año; dicha propuesta fue aceptada por todos los partidos excepto el Partido Socialista-1 (PS-1) y el Movimiento Indio Túpac Katari (MITKA).

## Asignación de escaños por departamento

### Diputados
| Partido                     | Chuquisaca | La Paz | Cochabamba | Oruro | Potosí | Tarija | Santa Cruz | Beni | Pando | Total |
| --------------------------- | ---------- | ------ | ---------- | ----- | ------ | ------ | ---------- | ---- | ----- | ----- |
| ADN                         | 1          | 4      | 3          | 1     | 2      | 1      | 2          | 3    | 2     | 19    |
| APIN                        | 0          | 1      | 1          | 1     | 0      | 0      | 1          | 1    | 0     | 5     |
| MITKA                       | 0          | 1      | 0          | 0     | 0      | 0      | 0          | 0    | 0     | 1     |
| MNR                         | 5          | 4      | 5          | 4     | 9      | 6      | 9          | 3    | 3     | 48    |
| PS-1                        | 1          | 1      | 2          | 0     | 1      | 0      | 0          | 0    | 0     | 5     |
| PUB                         | 0          | 0      | 1          | 0     | 0      | 0      | 0          | 0    | 0     | 1     |
| UDP                         | 5          | 13     | 5          | 3     | 6      | 1      | 3          | 1    | 1     | 38    |
| Total                       | 12         | 24     | 17         | 9     | 18     | 8      | 15         | 8    | 6     | 117   |
| Fuente: Tribunal Electoral. |            |        |            |       |        |        |            |      |       |       |

### Senadores
| Partido                     | Chuquisaca | La Paz | Cochabamba | Oruro | Potosí | Tarija | Santa Cruz | Beni | Pando | Total |
| --------------------------- | ---------- | ------ | ---------- | ----- | ------ | ------ | ---------- | ---- | ----- | ----- |
| ADN                         | 0          | 0      | 0          | 0     | 0      | 1      | 0          | 1    | 1     | 3     |
| MNR                         | 2          | 1      | 1          | 2     | 2      | 2      | 2          | 2    | 2     | 16    |
| UDP                         | 1          | 2      | 2          | 1     | 1      | 0      | 1          | 0    | 0     | 8     |
| Total                       | 3          | 3      | 3          | 3     | 3      | 3      | 3          | 3    | 3     | 27    |
| Fuente: Tribunal Electoral. |            |        |            |       |        |        |            |      |       |       |